# Ruta Nacional 379 (Japón)
La Ruta Nacional 379 (国道379号 Kokudō-379 gō?) es una ruta nacional de Japón, que une la Ciudad de Matsuyama y el Pueblo de Uchiko del Distrito de Kita, ambas localidades de la Prefectura de Ehime.

## Datos
- Distancia total: 53,86 km
- Punto de inicio: Cruce Shiyakushomae (市役所前交差点 Shiyakushomae-kōsaten?) de la Ciudad de Matsuyama, en la Prefectura de Ehime. También es el punto final de las rutas nacionales 11, 33 y 56; y el punto de inicio de las rutas nacionales 317, 440 y 494.
- Punto final: Distrito Uchiko (内子?) del Pueblo de Uchiko del Distrito de Kita, en la Prefectura de Ehime.

## Historia
- 1975: el 1° de abril es reconocida como Ruta Nacional 379.
- 2006: se realizan obras de mejora principalmente en los pueblos de Tobe y Uchiko.

## Tramos compartidos
- Desde el Cruce Shiyakushomae hasta el distrito Kosaka (小坂?), ambas en la Ciudad de Matsuyama de la Prefectura de Ehime. Tramo Compartido con las rutas nacionales 11 y 494.
- Desde el Cruce Shiyakushomae hasta el Cruce Katsuyama (勝山交差点 Katsuyama-kōsaten?), ambas en la Ciudad de Matsuyama de la Prefectura de Ehime. Tramo compartido con la Ruta Nacional 317.
- Desde el Cruce Shiyakushomae de la Ciudad de Matsuyama hasta el distrito Senzoku (千足?) del Pueblo de Tobe del Distrito de Iyo. Tramo compartido con las rutas nacionales 33 y 440.
- Desde el distrito Yoshinokawa (吉野川?) hasta el distrito Uchiko, ambas en el Pueblo de Uchiko del Distrito de Kita. Tramo compartido con la Ruta Nacional 380.

## Localidades que atraviesa
- Prefectura de Ehime
  - Ciudad de Matsuyama
  - Pueblo de Tobe del Distrito de Iyo
  - Pueblo de Uchiko del Distrito de Kita

- Datos: Q6157388
- Multimedia: Route 379 (Japan) / Q6157388